# Andrew H. Longino
Andrew Houston Longino (Contea di Lawrence, 16 maggio 1854 – Jackson, 24 febbraio 1942) è stato un politico statunitense, governatore del Mississippi dal 1900 al 1904.

## Biografia
Nato da una famiglia di lontane origini italiane, Longino compì gli studi superiori al Mississippi College e nel 1880 si laureò in giurisprudenza all'Università della Virginia.
Democratico, fu eletto al senato del Mississippi nel 1880. 
Durante il suo mandato di governatore, Longino iniziò una campagna per attirare nuove industrie nello Stato. Supervisionò la progettazione e la costruzione del nuovo Campidoglio dello Stato del Mississippi, tuttora in uso. Istituì inoltre il Dipartimento degli Archivi e della Storia del Mississippi e approvò la costruzione di un nuovo penitenziario a Parchman Farm.
Nel 1902 il governatore Longino invitò il presidente statunitense Theodore Roosevelt a una caccia all'orso nel Delta del Mississippi, evento che ispirò la creazione dell'orsacchiotto (teddy bear).